# Wilhelm Aschka
Wilhelm Aschka (* 30. Januar 1900 in München; † 31. Mai 1988 in Hohenstadt) war ein deutscher Politiker (NSDAP).

## Leben und Tätigkeit
Nach dem Schulbesuch verdiente Aschka seinen Lebensunterhalt als Kaufmann.
Zum 1. Juli 1928 trat er der NSDAP bei (Mitgliedsnummer 94.446). Etwa zur selben Zeit wurde er auch Mitglied der SA.
Im Jahr 1931 nahm Aschka als SA-Sturmbannführer an mindestens einem Lehrgang der Reichsführerschule der NSDAP in München (nämlich dem Lehrgang vom 6. bis 27. September 1931) als Referent teil. Während desselben hielt er einen Vortrag über "Die SA auf dem Land, ihr Aufbau & ihre Organisation" (andere Referenten während dieses Lehrgangs waren u. a. Gregor Strasser, Alfred Rosenberg, Walter Buch, Martin Bormann, Heinrich Himmler und Reinhard Heydrich).
Am 18. Dezember 1931 wurde Aschka zum Standartenführer in der SA befördert. Von 1931 bis zu seinem (vorläufigen) Ausscheiden aus der SA am 10. Juni 1933 führte er die SA-Standarte 12 der SA-Gruppe Hochland. Anschließend übernahm er Aufgaben als Gaubetriebszellenleiter. 1936 trat er unter Wiedereinsetzung in seinen alten Dienstgrad (SA-Standartenführer) wieder in die SA ein.
Am 14. Dezember 1937 trat Aschka im Nachrückverfahren für den verstorbenen Abgeordneten Franz Schmid  in den nationalsozialistischen Reichstag ein, dem er bis zum Mai 1938 als Abgeordneter für den Wahlkreis 24 angehörte. Bei der Wahl, die auf die Annexion von Österreich im Frühjahr 1938 folgte, erhielt er kein Mandat mehr.
Seit 1940 stand Aschka als Gauobmann der DAF im Gau Schwaben, mit Dienstsitz Augsburg, vor. 1944 wurde er zum SA-Brigadeführer (SA-Gruppe Hochland) ernannt.
Aschka war Träger des Blutorden mit der Nr. 458.

## Straßenbenennung und Diskussion
Im höheren Alter war Aschka an seinem Wohnort im mittelfränkischen Hohenstadt als „Heimatforscher“ bekannt, weswegen die Gemeinde Pommelsbrunn im Jahr 2001 eine Straße nach ihm benannte. Erst Jahre später kam seine Vergangenheit ans Licht, was in der Gemeinde zu einer Diskussion über die Berechtigung dieser Ehrung führte. Nachdem auch der Forscher Bernhard Gotto dem Gemeinderat den Lebenslauf Aschkas geschildert hatte, wurde umgehend beschlossen, die Straße umzubenennen.